# 川村ケン
川村 ケン（かわむら けん、1968年11月25日 - ）は、東京都出身のキーボーディスト、作曲家、編曲家。血液型AB型。愛称は「ケン坊」。既婚。

## 来歴
1968年11月25日に東京都渋谷区で生まれ、5歳から10歳までクラシックピアノのレッスンを受ける。
東京都立竹早高等学校に入学した1984年にアマチュアバンドとしての活動をはじめ、1986年にYAMAHA主催EastWest系コンテストにてBest Keyboardist賞を受賞。
日本大学芸術学部在学中だった1987年は、プログレッシブ・ロックバンドとしてインディーズで活動し、1989年に大学を卒業した同時期よりアーティスト・サポートの活動を開始。
1991年にSHADY DOLLSに加入し、在籍期間中にテイチクレコードからシングル数枚とアルバム4枚がリリースされたが、1996年に脱退。同時にフリーのミュージシャンとして、セッション＆サポートミュージシャン、バンドマスター、サウンドプロデューサー、コンポーザー、アレンジャーとして活動を開始した。
2001年に松本直樹らとSwitchを結成。2006年に活動休止。
2012年5月22日、プライベート・レッスン「緑ちゃん倶楽部」を開業。初心者・経験者問わず、幅広い年齢層に音楽の楽しさを教えている。同年9月より洗足学園音楽大学ロック＆ポップス・コース　アカデミック・アドバイザー、2020年より教授。2013年4月より東京音楽大学ソングライティング・コース客員教授に就任。また、日本工学院ミュージックカレッジ八王子校、東京音楽芸術学園において、講師を務めている。
2024年４月、矢萩渉、六土開正、ホセ・コロンとインストゥルメンタル・ロックバンドSTAYCHILL結成。

## 演奏スタイル
ピアノ、オルガン、アナログ・デジタルシンセサイザーを万遍なく弾く、マルチキーボーディストスタイル。
ステージではしばしばテルミンも演奏する。
ライブのサポートでは、MOOG Minimoog、KAWAI MP9500、HAMMOND　C-3（改造モデル）、 XK-3c(with.Leslie147RV/Leslie2103)、CLAVIA Nord Lead3、KORG Triton Pro、Triton Extreme、YAMAHA MOTIFシリーズ、MONTAGEなどを愛用。

## サポートアーティスト
- 安全地帯
  - 「朝のヒットスタジオLIVE＠国際フォーラム」(2010)
  - 「完全復活～Starts & Hits～"またね…。"」(2010)[7][8][9]
  - 「田園～結界」(2011)[10]
  - 「30th Anniversary Concert "The Ballad House"」(2012)
  - 「30th Anniversary Concert Tour Encore "The Saltmoderate Show"」(2013)
  - 「ROCK IN JAPAN FESTIVAL '13」(2013)
  - 「安全地帯 ASIA TOUR 」(2013)
  - 「安全地帯 ALL TIME BEST「35」〜35th Anniversary Tour 2017〜」（2017）
  - 「安全地帯IN甲子園球場　『さよならゲーム』」（2019）
  - 「安全地帯 40th ANNIVERSARY CONCERT "Just Keep Going!" Tokyo Garden Theater -4 Days-」（2022）
  - 第７３回NHK紅白歌合戦(2022)
- 玉置浩二
  - 「Blue Note公演」(2012)
  - 「Blue Note＆Billboard公演」(2013)
  - 「玉置浩二 SOLO 30th x Billboard Live OSAKA 10th Anniversary Premium Live」(2017)
  - 「玉置浩二　ALL TIME BEST「30」〜30th Anniversary Tour 2017〜」（2017）
  - 「玉置浩二　クリスマスディナーショー」（2017～）
  - 「玉置浩二　billboard LIVE OSAKA・TOKYO 2018」（2018）
  - 「玉置浩二　CONCERT TOUR2018～60'CARNATION～」（2018）
  - 「玉置浩二　CONCERT TOUR 2019〜LA VIE〜」（2019）
- 安室奈美恵
  - 「SO CRAZY tour featuring BEST singles 2003-2004」(2004)
  - 「Space of Hip-Pop -namie amuro tour '05」(2005)
- 宇都宮隆
  - 「AKASAKA LIVE 20th PARTY」(2001)
  - 「LOVE-iCE」(2001)[11]
  - 「TEN to TEN ～LOVE-PEACE～」(2002)
- 清木場俊介
  - 「それ行け! オッサン少年の旅 」(2006)
  - 「清木場祭」(2006)
  - 「まだまだ！オッサン少年の旅」(2007)
  - 「Rock ＆ Soul」(2008)[12]
- 斉藤光浩
  - 「SECOND NIGHT!!」(2007)
  - 「The Sons '07 Tour "Triple Booster" 」(2007)
  - 「Nuouvo Immigrato 」(2007)
  - 「40th Anniversary vol.1 "Golden Age" 」(2014)
  - 「40th Anniversary vol.2 "Rock 'n' Roll Drive for You and Me" 」(2014)
  - 「40th Anniversary vol.3 "黒いギター" 」(2015)
- 椎名へきる
  - 「HEKIRU SHIINA TOUR'03 "10 Carat Party"」(2003)
  - 「HEKIRU SHIINA TOUR '04 "10th Anniversary"」(2004)
  - 「HEKIRU SHIINA TOUR”'05」(2005)
  - 「HEKIRU SHIINA TOUR '07”Eternal Circle”」(2007)
  - 「HEKIRU SHIINA SUMMER TOUR '08」(2008)
  - 「HEKIRU SHIINA TOUR '10 "BANG THE SUMMER"」(2010)
  - 「HEKIRU SHIINA TOUR '11 "for you"」(2011)　[13]
  - 「HEKIRU SHIINA TOUR '13～'14」(2013～2014)
  - 「HEKIRU SHIINA LIVE '14 "20th Anniversary"」(2014)
  - 「椎名へきる　マンスリー‣アコースティック・ライブ "毎月へきっちゃうぞ"」(2016〜)
  - 「椎名へきる LIVE～STARTING LEGEND 2022"R"～」（2022）
  - 「椎名へきる X'mas Special LIVE」（2022）
  - 「椎名へきる　LIVE 2023　～STARTING LEGEND "０"～」（2023）
  - 「HEKIRU SHIINA 30th ANNIVERSARY LIVE ～HARMONY STAR～」（2024）
  - 「椎名へきる LIVE 2025 STARTING LEGEND WINTER」（2025）
- 高橋克典
  - 「Riding Together Live 1996 SUMMER EXIT 」（1996）
  - 「Wild Flower」(1998)
  - 「高橋克典＆Gappa with 川村ケン＠青山学院大学同窓祭」（2024）
- 知念里奈
  - 「Honda夏祭り」(2012)
- ゆず
  - 「すみれ」(2003)
  - 「ゆず 夏休み子供コンサート "スマイル"」(2003)
  - 「夢の地図」(2004)
  - 「1～ONE～」(2004)
  - 「GO HOME」(2005)
  - 「リボン」(2006)
- B'z
  - 「B'z presents UNITE #01」(2021)
  - 「B'z LIVE-GYM 2022-Highway X-」(2022[14])
  - 「B'z LIVE-GYM Pleasure 2023-STARS-」(2023)
  - 第７5回NHK紅白歌合戦(2024)
- CRAZE
  - 「BE CRAZY」(1995)
- DEEP
  - 「COLOR LIVE TOUR '09 "DEEP" 」(2009)
- FEEL　
  - 「SPARK」(1999)
  - 「HEAT」(1999)
  - 「FACE to FACE」(1999)
- FIELD OF VIEW
  - 「Live Horizon Ver. 4」（2022）
- KEIKO（globe）
  - 「Blooming Tour 」(2000)
- KinKi Kids
  - 「KinKi You」(2008)
- TAKURO(from.GLAY)
  - 「GLAY MOBILE Presents ”Journey without a map 2016”」(2016)
  - 「Journey without a map 2017」(2017)　　
  - 「Journey without a map 2018」(2018)　
  - 「Journey without a map 2023」(2023)　
  - 「Journey without a map 2024」（2024）
- POOL　BIT　BOYS
  - 「wing beat」(2000)
  - 「HP」(2001)
- Skylarks(from U.K.)
  - 「In Store Tour in Japan 」(2002)
  - 「SUMMER SONIC '02 」(2002)
- ZIGGY
  - 「東西夏開き」(1995)
  - 「WHAT NEWS!?」(1996)

## レコーディング参加
- 絢香
  - 「I believe 」「Stay With Me」(アルバム『First Message』収録)
- 安全地帯
  - 「ほほえみ」「あなたに」(アルバム『The Ballad House〜Just Old Fashioned Love Songs〜』収録)
- 宇都宮隆
  - 「Cocoon」(アルバム『TEN to TEN』収録/作曲のみ)
- 木根尚登　
  - 「不眠症ジェニー」(アルバム『徒然』収録)
- 清木場俊介
  - 『IMAGE』(アルバム)、「SAKURA」（シングル）
- 斉藤光浩（BOWWOW）
  - 「SECOND 」(アルバム)
- 椎名へきる
  - 「believe」(シングル/編曲・キーボード)
  - 「PROUD OF YOU」(シングル/編曲・キーボード)
  - 「feel for you,Beat for me」「RED」(アルバム『10 Carat』収録/編曲・キーボード)
  - 「Miracle Blue」(シングル)
  - 「この場所」「TouchMe」(『Starting Legend 25th Anniversary』収録　編曲・キーボード
- 平家みちよ　
  - 「ムラサキシキブ」(シングル「夢の話」収録)
- 幻想魔伝最遊記
  - 「Calling my SOUL 」(アルバム『幻想魔伝 最遊記 イメージアルバム　Vol.2』収録/作曲)
  - 「The way to paradise 」(アルバム『幻想魔伝 最遊記 ボーカルアルバム Vol.3』収録/作曲)
- 松本孝弘
  - 「銃爪 」(アルバム『THE HIT PARADE II』収録)
  - 「六本木心中 」(アルバム『THE HIT PARADE II』収録)
  - 「傷だらけのローラ」(アルバム『THE HIT PARADE II』収録
  - 「俺たちの勲章テーマ」(アルバム『THE HIT PARADE II』収録)
- ACE OF SPADES
  - 「誓い」(シングル「WILD TRIBE」収録)
- B'z
  - 「UNITE」（アルバム「Highway X」収録」）
  - 「STARS」（シングル）
- THE DEAD P☆P STARS
  - 「D・P・S」(アルバム/プロデュース・キーボード)

- deeps　
  - 「Bloom'n Blue/cw.Motto XXX」(シングル/作曲・編曲・サウンドプロデュース・キーボード)
- TAKURO（from.GLAY）
  - 「Journey withiout a map」(2017)
  - 「Journey withiout a map Ⅱ」(2019)
- GLAY
  - 「Eternally」「時計」 (シングル「DARK RIVER」収録　キーボード)
  - 「Beautiful like you」（アルバム「BACK TO THE POPS」収録　編曲・キーボード）
- C4
  - 「EARTH TAKER」「EMBRACE」「deploys galore」 (アルバム「Perfection BABEL」収録」
- SHADY DOLLS
  - 「砂漠のライオン」(アルバム)
  - 「SHADY DOLLS」(アルバム)
  - 「THAT'S LIFE」(アルバム)
  - 「UNDER THE SHADY MOON」(アルバム)
- ZIGGY
  - 　「WHAT NEWS!?」(アルバム)
- ZNX
  - 「ZNX」(アルバム)
- 高橋克典
  - 「HEEL」 (アルバム)

## 著書
- 「もっと！思いどおりに作曲ができる本Q&A方式で音楽制作の実践テクニックをピンポイント解説！ （MP3ダウンロード対応）」リットーミュージック (2018年６月25日)
- 「思いどおりに作曲ができる本〜～Q&A方式で音楽制作の実践テクニックをピンポイント解説!（CD2枚付）」リットーミュージック (2010年2月25日)
- 「ケン坊のMetal Keyboardistファイル」（期間連載）[15]
- 「ケン坊のシンセサイザー・レストラン」（期間連載）[16]